# Heinz Moll (Architekt)
Heinz Moll (* 20. Juli 1899 in München; † 1987) war ein deutscher Architekt der Postbauschule.

## Leben
Nach dem Kriegsdienst 1917–1918 studierte Heinz Moll, gemeinsam mit Alfons Fritz, Architektur an der Technischen Hochschule München. Bereits während des Studiums wirkte Heinz Moll an der Errichtung der Bauhofanlage seines Vaters Leonhard Moll an der Hansastraße in München mit. 1926 bis 1929 war er Referendar an den Oberpostdirektionen Würzburg und München. Von 1929 bis 1948 arbeitete er als freischaffender Architekt in München. Anschließend übernahm er die Geschäftsführung der väterlichen Bauunternehmung Leonhard Moll München.

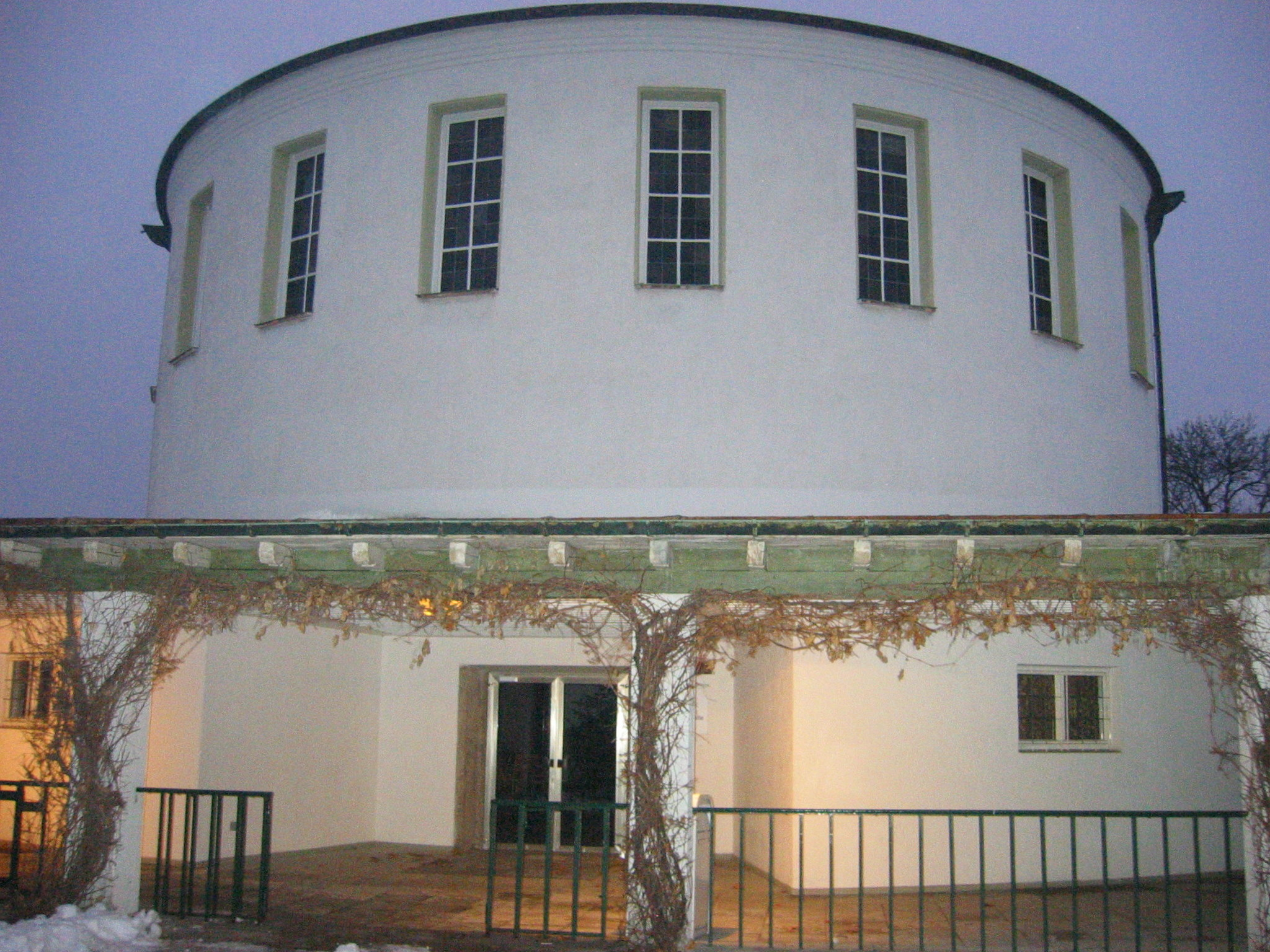
Trinkhalle Bad Tölz

## Bauten
- Postamt in Pfaffenhofen an der Ilm
- Postamt in Pfarrkirchen (mit Haart und Kiessing)
- Flughafen Oberwiesenfeld in München (mit Miller)
- Wohnanlage Frauenland in Würzburg
- 1929–1930: Trink- und Wandelhalle in Bad Tölz (mit Ernst von den Felden)[1]
- Sägewerk, Betonwerk, Reparatur- und Lagerhalle der Bauunternehmung Leonhard Moll
- mehrere Wohn- und Geschäftshäuser in München